# آپارتمان بی‌گناهان
آپارتمان بی‌گناهان (به ترکی استانبولی: Masumlar Apartmanı) یک مجموعه تلویزیونی تهیه شده توسط او‌جی‌ام پیکچرز و به نویسندگی دنیز مدان اغلو و رعنا مماتلی اوغلو است. بازیگران اصلی این مجموعه ازگی مولا، بیرکان سوکولو، مروه دزدار و ملیسا شنولسون هستند. پخش این سریال از ۱۵ سپتامبر ۲۰۲۰ در شبکه تی‌آرتی ۱ آغاز شد. چاغری ویلا لوستووالی و چیدم بوزعلی کارگردانان این سریال هستند.

## تولید

### فیلمبرداری
آپارتمانی که به عنوان محل اصلی این مجموعه استفاده می‌شود، آپارتمان تمل (Temel) است که در بی‌اوغلو، استانبول واقع شده است. مکانی که به عنوان دفتر هان مورد استفاده قرار گرفته است در بویوک‌چکمجه، استانبول واقع شده و در سال ۲۰۲۰ تکمیل شده است.

### عوامل سریال
تهیه‌کننده سریال انور گوناتام و تهیه‌کننده اجرایی آیشیل تای بالجی است. کارگردانان چاغری ویلا لوستووالی و چیدم بوزعلی هستند. فیلمنامه توسط دنیز مدان اوغلو و رعنا مماتلی اوغلو نوشته شده است.

## بازیگران و شخصیت‌ها
|    | بازیگر         | نقش              | شخصیت                                                     |
| -- | -------------- | ---------------- | --------------------------------------------------------- |
| ۱  | ازگی مولا      | صفیه درن اوغلو   | خواهر گلبن،هان و نریمان-دختر حکمت و حصیبه-عشق و همسر ناجی |
| ۲  | بیرکان سوکولو  | هان درن اوغلو    | برادر گلبن،صفیه و نریمان-پسر حکمت و حصیبه-همسر اینجی      |
| ۳  | مروه دزدار     | گلبن درن اوغلو   | خواهر صفیه،هان و نریمان-دختر حکمت و حصیبه-همسر عصات       |
| ۵  | کیزم کاتمر     | نریمان درن اوغلو | خواهر صفیه،گلبن و هان-دختر حکمت و حصیبه-دوست ایگه         |
| ۶  | تانسل اونگل    | ناجی آتاچ        | عشق و شوهر صفیه- شوهر سابق گلرو                           |
| ۷  | اغور اوزونل    | عصات بیلن        | همسر گلبن-پسر شنور                                        |
| ۸  | متین کوشکون    | حکمت درن اوغلو   | پدر صفیه،گلبن،هان و نریمان- همسر حصیبه                    |
| ۹  | اسرا روشان     | اسرا صفاک        | دختر خاله رویا-دوست صمیمی اینجی                           |
| ۱۰ | آسلیهان گوربوز | جیلان            | همسر قبلی هان                                             |
| ۱۱ | امیر اوزدن     | ایگه اوزدمیر     | برادر اینجی-نوه ی ممدوح-دوست نریمان - پسر هالوک           |
| ۱۲ | آتیلا شندیل    | ممدوح            | پدربزرگ ایگه و اینجی                                      |
| ۱۳ | مریج اوزکایا   | بایرام           | سریدار ساختمان                                            |

### نقش های پایان یافته
|   | بازیگر           | نقش           | شخصیت                                    |
| - | ---------------- | ------------- | ---------------------------------------- |
| ۱ | فرح زینب عبدالله | اینجی اوزدمیر | همسر هان-نوه ممدوح-خواهر ایگه-دختر هالوک |
| ۲ | باریش باغجی      | جونیت         |                                          |
| ۳ | ملیسا شنولسون    | رویا          | دخترخاله اسرا                            |

## انتشار
| فصل | قسمت‌ها | تاریخ انتشار اصلی | تاریخ انتشار اصلی | تاریخ انتشار اصلی |
| فصل | قسمت‌ها | شروع فصل          | پایان فصل         | شبکه              |
| --- | ------ | ----------------- | ----------------- | ----------------- |
| ۱   | ۳۷     | ۱۵ سپتامبر ۲۰۲۰   | ۸ ژوئن ۲۰۲۱       | تی‌آرتی ۱          |
| ۲   | 56     | ۱۴ سپتامبر ۲۰۲۰   | —                 | تی‌آرتی ۱          |

## جوایز
این سریال نامزد ۴۷مین جوایز پروانه طلایی و روزنامه الهام خبرنگاران و بیست و پنجمین مراسم لنز طلایی شده و جوایزی دریافت کرده است
| جوایز | جوایز                    | جوایز              | جوایز                            | جوایز    | جوایز |
| سال   | مراسم                    | موضوع              | نامزد                            | نتیجه    | الگو  |
| ----- | ------------------------ | ------------------ | -------------------------------- | -------- | ----- |
| ۲۰۲۱  | ۴۷مین جوایز پروانه طلایی | بهترین سریال       | آپارتمان بی گناهان               | نامزدشده | [ ۱ ] |
| ۲۰۲۱  | ۴۷مین جوایز پروانه طلایی | بهترین بازیگر مرد  | بیرکان سوکولو                    | نامزدشده | [ ۱ ] |
| ۲۰۲۱  | ۴۷مین جوایز پروانه طلایی | بهترین بازیگر زن   | ازگی مولا                        | برنده    | [ ۱ ] |
| ۲۰۲۱  | ۴۷مین جوایز پروانه طلایی | بهترین بازیگر زن   | مروه دیزدار                      | برنده    | [ ۱ ] |
| ۲۰۲۱  | ۴۷مین جوایز پروانه طلایی | بهترین فیلمنامه    | دنیز مدان اغلو رعنا مماتلی اوغلو | نامزدشده | [ ۱ ] |
| ۲۰۲۱  | ۴۷مین جوایز پروانه طلایی | بهترین کارگردان    | چاغری ویلا لوستووالی چیدم بوزعلی | برنده    | [ ۱ ] |
| ۲۰۲۱  | ۴۷مین جوایز پروانه طلایی | بهترین موزیک متن   | آلپ ینیر                         | برنده    | [ ۱ ] |
| ۲۰۲۱  | ۴۷مین جوایز پروانه طلایی | بهترین بازیگر کودک | ایلول شن اوجاک                   | نامزدشده | [ ۱ ] |
| ۲۰۲۱  | ۴۷مین جوایز پروانه طلایی | بهترین بازیگر کودک | برک جلال چتین                    | نامزدشده | [ ۱ ] |
| ۲۰۲۱  | ۴۷مین جوایز پروانه طلایی | بهترین بازیگر کودک | یاسمین نیل یوکسل                 | نامزدشده | [ ۱ ] |
| ۲۰۲۱  | ۲۵مین مراسم لنز طلایی    | بهترین سریال       | آپارتمان بی گناهان               | برنده    | [ ۲ ] |
| ۲۰۲۱  | ۲۵مین مراسم لنز طلایی    | بهترین بازیگر زن   | ازگی مولا                        | برنده    | [ ۲ ] |
| ۲۰۲۱  | ۲۵مین مراسم لنز طلایی    | بهترین بازیگر مرد  | بیرکان سوکولو                    | برنده    | [ ۲ ] |